# Norton Commander (motocicleta)
La Commander era una motocicleta Norton con un motor rotativo Wankel. 
La primera Norton Wankel fue la Norton Classic de 1987, que disponía de un motor refrigerado por aire construido para una edición especial de tan solo 100 unidades. Fue seguida por el modelo Interpol 2 con motor refrigerado por aire. 

## Características
La Commander era el diseño sucesor de la Norton Interpol 2, a la que se le añadió un sistema refrigerado por líquido para obtener una mayor potencia y fiabilidad. La cadena de transmisión final de la Commander estaba protegida totalmente por un recinto. Algunas partes (como las ruedas, las horquillas, el cambio, los relojes y los frenos) procedían de la Yamaha XJ900. 
Se construyeron dos tipos de Commander. La P52 era un modelo de un solo asiento equipado para uso policial. El segundo tipo era una moto de turismo de uso civil, la P53 de doble asiento. Ambas estaban equipadas con alforjas integrales con su carrocería de fibra de vidrio. La carrocería de la P53 sería revisada más adelante para poder utilizar maletas desmontables Krauser K2. 